# Cyberknife

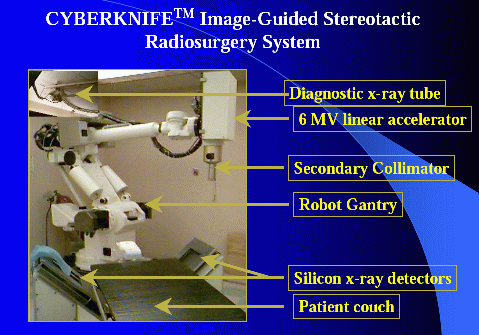
Schema del CyberKnife

Il CyberKnife è un sistema robotizzato di radiochirurgia stereotassica, ideato nel 1997 dal neurochirurgo statunitense John R. Adler, professore di neurochirurgia e radioterapia presso la Stanford University e da Peter e Russell Schonberg della Schonberg Research Corporation sviluppato dall'azienda Accuray.
L'idea del CyberKnife è l'ingegnerizzazione del trattamento, realizzato in tre dimensioni ideato dal fisico medico Renzo Carlo Avanzo con un tradizionale acceleratore lineare, un Varian da 4 MV senza alcuna modifica, applicato per la prima volta dal neurochirurgo Federico Colombo nel novembre 1982 nel reparto di Radioterapia dell'Ospedale Civile di Vicenza (Ospedale San Bortolo) . Questa tecnica fu a sua volta ispirata all'apparecchiatura denominata GammaKnife, inventata dal neurochirurgo svedese Lars Leksell (1907-1986) e dal radiobiologo Bjorn Larsson. Notevole differenza rispetto al Gammaknife è che il sistema con acceleratore lineare in 3D può essere applicato a qualunque distretto corporeo non essendo limitato ai bersagli intracranici mentre il Gammaknife è applicabile solo alla teca cranica. Altri centri neurochirurgici altamente specializzati lo possiedono, anche in Europa.

Oggigiorno circa un centinaio di centri europei possiedono tale apparecchiatura elettromedicale,  dopo il primo installato in Europa nel 2001 a Vicenza, dove era stato ideato e realizzato il primo trattamento al mondo in 3D con un normale acceleratore lineare nel novembre 1982, facendo ruotare il lettino col paziente, non potendo far ruotare un acceleratore di allora concepito per ruotare su un piano fisso ortogonale all'asse longitudinale del paziente. Quando furono installati i primi Cyberknife c'era ormai una casistica di migliaia di trattamenti, perché la tecnica con i normali acceleratori lineari si era già rapidamente diffusa nel mondo. In questa unità l'importante novità fu la robottizzazione della testa dell'acceleratore che, miniaturizzato, può muoversi in tutte le direzioni nello spazio attorno al paziente. Inoltre non occorreva più immobilizzare il paziente in modo cruento, con un casco neurochirurgico di Leksell, per avere una precisione adeguata alle possibilità della nuova tecnica di irradiare bersagli di dimensione anche al cm. In Italia vi sono ora circa otto dispositivi distribuiti tra Nord, Centro e Sud).

## Sistema Cyber Knife
Il Cyber Knife è composto da determinate componenti, tra cui troviamo: braccio robotico, acceleratore lineare, collimatore, lettino robotico, sistema imaging e sistema Synchrony. Il braccio robotico ha 6 gradi di libertà e 120 nodi principali (punti in cui il supporto robotico si può posizionare) in cui può assumere ben dodici direzioni diverse per ognuno di essi; si ha così un totale di 1440 orientazioni differenti con una ripetibilità di posizionamento inferiore a 0,12mm. Tutto ciò è molto utile per avere una maggiore conformazioanlità possibile per il trattamento. L’acceleratore lineare è un sistema compatto dal peso di 160 Kg installato sul braccio robotico. Utilizza fotoni da 6 MV con un Dose Rate (dose equivalente per unità di tempo; si misura in Sv/h) di 800 MU/min. Al suo interno è presente una prima forma di collimazione a cui si aggiungeranno i vari collimatori secondari di cui è accessoriato il Cyber Knife. Il sistema di collimazione secondario è formato da dodici collimatori circolari intercambiabili di vario diametro (da 5 a 60 mm). Inoltre è presente anche un collimatore IRIS avente dodici segmenti mobili così da creare campi di varie dimensioni (le stesse dei collimatori circolari). Il Cyber Knife offre la possibilità di selezionare collimatori fissi che IRIS grazie a un sistema robotico chiamato, Xchange, che cambia automaticamente il collimatore senza dover interrompere il trattamento. Il lettino è la parte del macchinario su cui il paziente viene posizionato durante tutto il trattamento. Esistono due versioni di quest’ultimo: uno con 6 gradi di libertà, l’altra con 5. Con questo viene assicurata un’accuratezza sub-millimetrica nel posizionamento permettendo al tecnico di apportare piccole correzioni (durante questa fase) dalla stazione di controllo. Il sistema di imaging è garantito da due coppie di sorgenti raggi X di bassa energia sul soffitto e di rilevatori al silicio amorfo integrati nel pavimento. Per quanto riguarda la fase pre-trattamento vengono acquisite due immagini perpendicolari del paziente durante il posizionamento e registrate successivamente con le DRR (Radiografie digitali ricostruite) create dal TPS. Mentre per quel che riguarda l'Imaging intra-frazione, prima di erogare il fascio, il braccio corregge la direzione in base alla posizione del paziente, eseguendo un tracking in tempo reale della zona della lesione tramite i suoi surrogati. Il robot può correggere un massimo di: 10mm per traslazioni, 1° per Pitch e rotazione e 3° per Yaw. Il sistema Synchrony è utilizzato per il monitoraggio del movimento respiratorio ed è formato da 3 camere installate su un braccio mobile in grado di visualizzare dei LED posti sul paziente. Dopodiché questo sistema è in grado di confrontare (grazie a markers esterni e interni) il movimento esterno con quello del tumore; così siamo capaci di seguire il target in ogni posizione che assume durante tutto il trattamento.

## Funzionamento
Il Cyberknife è un dispositivo elettromedicale per radioterapia utilizzato per debellare forme tumorali ma non solo. Il suo funzionamento si basa quindi sull'irradiazione (effettuato con Raggi X a elevata energia) del paziente da diverse angolazioni per minimizzare i danni sui tessuti sani irradiati ottenendo comunque un fuoco ottimo sul bersaglio.
La radioterapia è resa ottimale grazie al continuo monitoraggio della posizione del tumore con un sistema incrociato di Raggi X stereoscopici e led applicati sul torace del paziente. Tali led toracici permettono di seguire il tumore durante la respirazione del paziente e di arrestare automaticamente la somministrazione in caso di movimenti bruschi.
Il monitoraggio a Raggi X serve, invece, per localizzare il tumore, mantenerlo monitorato, correggere la calibrazione respirazione-led e localizzare i tessuti non-bersaglio per poter fare un therapy planning.

La durata della terapia, tolto il tempo di preparazione del macchinario e del paziente, ha una durata di qualche decina di minuti a seconda della somministrazione da effettuare.

## Trattamenti Cyber Knife
Si consideri comunque che con questo trattamento viene sottinteso un intervento radiochirurgico, ovvero l'utilizzo di dosi relativamente alte per colpire una lesione estremamente precisa. Le terapie possono essere eseguite in maniera ipofrazionata (dividere il fascio in più frazioni in modo tale da riuscire a ridurre al minimo la dose assorbita da eventuali organi a rischio) o in singola seduta.
Ci sono varie indicazioni per il trattamento chirurgico con Cyber Knife. I trattamenti che prediligono l’utilizzo di questa terapia sono rappresentati dai tumori benigni e maligni del sistema nervoso centrale, tra i quali:
- Meningiomi
- Metastasi cerebrali
- Neurinomi
- Tumori primitivi dell’encefalo

Non è utilizzato soltanto per patologie neurali (come nel caso del Gamma Knife), ma anche per lesioni in zone critiche, come ad esempio: midollo spinale, fegato, pancreas, polmoni e prostata.

Inoltre si può considerare come unica variante per quanto riguarda i pazienti trattati precedentemente con terapia standard per tumori primitivi che presentano recidiva.

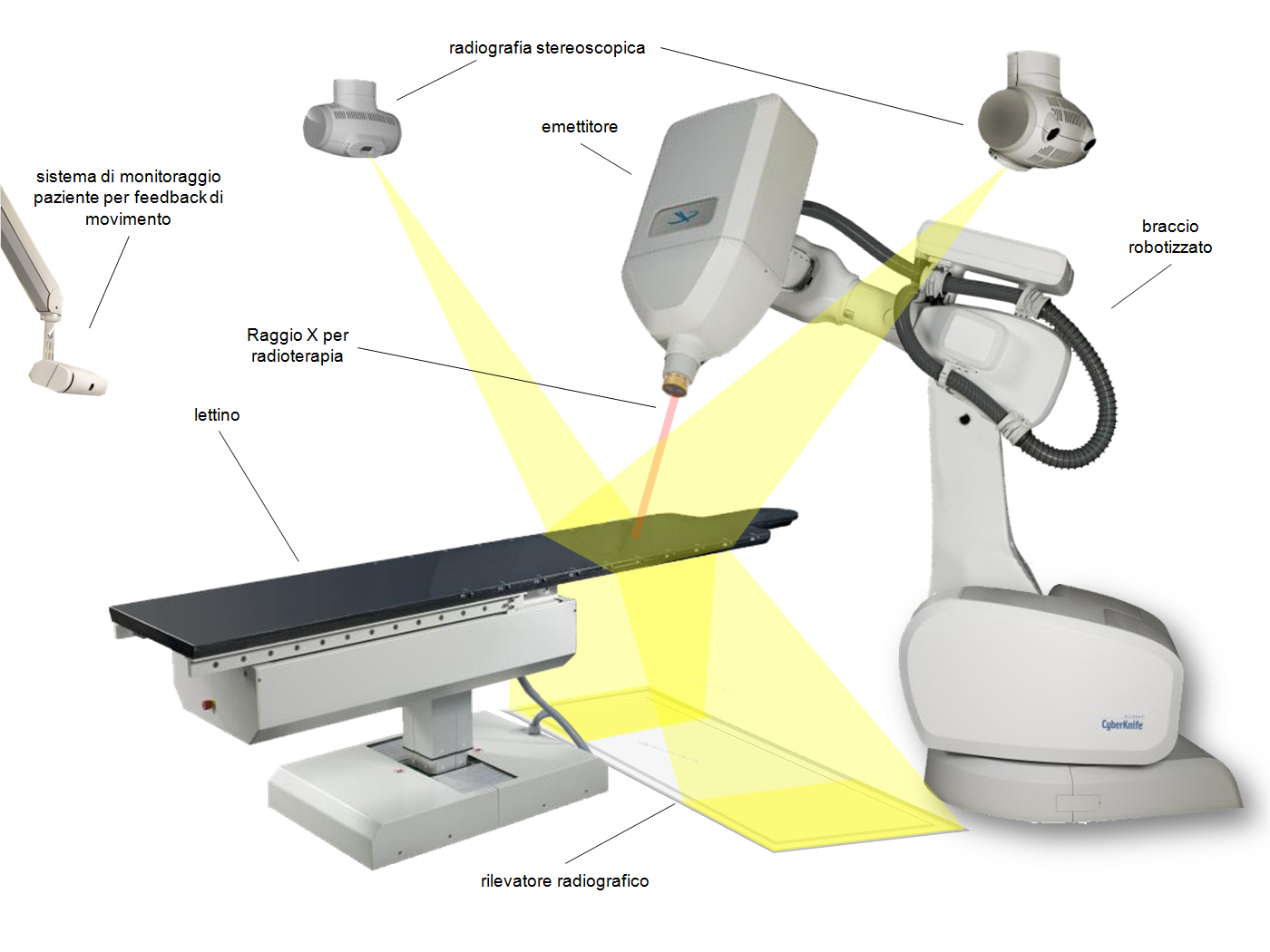
Sistema "Cyberknife"

## Curiosità
Una cura simile viene effettuata dalla Tomotherapy, con la differenza che la somministrazione non avviene tramite un braccio e un lettino robotizzato, ma con un gantry e un lettino fisso (come altri sistemi quindi con una concentrazione di dose di gran lunga inferiore a quella ottenibile con una irradiazione stereotassica 3D come ottenibile con un Gammaknife o un Cyberknife che operano non in due ma tre dimensioni. Infatti si usa in questo caso correttamente il termine Tomoterapia e non radiochirurgia in quanto la distribuzione delle radiazioni è analoga a quella della Tomografia Assiale Computerizzata (TAC) usata a fini diagnostici dove le radiazioni entrano sempre su piani assiali ovvero perpendicolari all'asse testa-piedi del paziente. 

Nel 2011 Accuray compra il sistema Tomotherapy per oltre 277 milioni di dollari.

Cyberknife è presente sul mercato da svariati anni. L'evoluzione di questo macchinario negli anni si è basata sull'incremento del software e sulla ottimizzazione di questo, tanto da ridurre i tempi di cura da qualche ora a qualche decina di minuti.

Il costo di questo macchinario si aggira attorno ai 4-6 milioni di € (IVA esclusa). Inoltre il CyberKnife, come quasi tutti gli apparecchi per radioterapia, necessita di un bunker con specifiche tecniche che garantiscano un livello di sicurezza adeguato degli utenti e dell'area sanitaria.

## Conclusioni
Sicuramente l’utilizzo del Cyber Knife durante i trattamenti può portare a numerosi vantaggi, quali: un’alta conformità di dose, la possibilità di attuare terapie ipofrazionate o addirittura in singole frazioni, ma - cosa ancora più importante - non sono presenti sistemi di immobilizzazione invasivi, necessari nei primi trattamenti con acceleratore, lineare dove la sorgente non poteva seguire i movimenti eventuali del paziente, dando così a questi il maggior comfort possibile. Questo sistema di ultima generazione porta con sé numerose complicazioni, con aumento dei costi per la complessità del sistema e la necessità di avere un sistema computerizzato di pianificazione del trattamento (TPS) e fantocci specifici e dedicati.